# غريغ لولين
غريغوري ه. «غريغ» لولين (بالإنجليزية: Gregory H. "Greg" Laughlin)‏ (ولد في 21 يناير 1942 في باي سيتي، تكساس، الولايات المتحدة) سياسي من ولاية تكساس. عضو سابق في مجلس النواب الأمريكي.
كان لولين العضو الوحيد في مجلس النواب الذي يؤدي خدمة فعلية خلال عملية عاصفة الصحراء عام 1991 كعقيد في الجيش الأمريكي الاحتياطي.